# 1051 (numero)
Millecinquantuno (1051) è il numero naturale dopo il 1050 e prima del 1052.

## Proprietà matematiche
- È un numero dispari.
- È un numero primo.
- È un numero difettivo.
- È un numero nontotiente in quanto dispari e diverso da 1.
- È un numero pentagonale centrato.
- È un numero decagonale centrato.
- È un numero odioso.
- È un numero palindromo e un numero ondulante nel sistema posizionale a base 12 (737).
- È un numero intero privo di quadrati.
- È parte della terna pitagorica (1051, 552300, 552301).

## Astronomia
- 1051 Merope è un asteroide della fascia principale del sistema solare.
- IC 1051 è una galassia nella costellazione di Boote.

## Astronautica
- Cosmos 1051 è un satellite artificiale russo.